# Mark I (tenk)
Mark I ime je za britanski tenk i prvo borbeno oklopno vozilo na gusjenicama koje je ušlo u serijsku proizvodnju. Gotovo je identičan prototipu Mother (majka).

## Povijest razvoja
Prvotno je naručeno sto primjeraka (25 bi napravila tvrtka William Foster and Co., a 75 Metropolitan Carriage, Wagon and Finance C.), ali je narudžba povećana na 150 tenkova u travnju 1916. godine. Pretpostavljalo se da će prvi model, naoružan s dva topa nedovoljna zaštita protiv mnogobrojnog pješaštva koje bi ga u izravnoj borbi okružilo. Stoga je pola tenkova proizvedeno kao "ženski" modeli naoružani samo strojnicama, dok su ovi s topovima bili "muški" modeli. Ovakva će se podjela nastaviti na tenkovima serije Mark u Prvom svjetskom ratu.

## Uporaba
Prvi primjerci su u službu ušli u kolovozu 1916. godine. Iako je planirano da će se tenkovi upotrijebiti na bojištu kada ih se proizvede veći broj kako bi element iznenađenja bio veći, na pritisak vojnog zapovjednika koji su vodili bitku na Sommi, kada je 49 Mark I trebalo sudjelovati u borbi 15. rujna 1916. Bilo je to prvo bojno djelovanje tenka. Samo nekoliko ih je uspjelo ispuniti svoje ciljeve zbog neiskustva posada novog oružja, nepristupačnog terena i mnogih mehaničkih kvarova.
Mark I je bio prvi djelotvorni tenk na bojišnici, koji je bio sposoban: izdržati vatru od pješačkog oružja, prenijeti zalihe i ljudstvo, prijeći preko rovova i teškog terena, te djelovati protiv protivničkih utvrđenja. Bez obzira na svoje nedostatke (naoružanje, oklop, i održivost), ovo oružje je novina koja je uspjela riješiti problem oko rovovskog ratovanja i uvela je mobilnost na bojišnici.

### Zajednički poslužitelj
|  | Zajednički poslužitelj ima još gradiva o temi Mark I tenk |